# Bartle Frere (góra)
Bartle Frere – najwyższa góra w Queensland, wysoka na 1622 metrów. Góra została nazwana na cześć Sir Henry'ego Bartle'a Frere, brytyjskiego administratora kolonialnego, a następnie prezesa Royal Geographical Society, towarzystwa założonego przez George'a Elphinstone'a Dalrymple w 1873. Tubylcza nazwa góry to Chooreechillum. Jest położona 51km na południe od Cairns w Wooroonooran National Park. Jest częścią pasma Bellenden Ker Range i zalewni Russell River.
Podnóże szczytu jest pokryte lasami deszczowymi. Wyższe partie góry, gdzie temperatury sięgają do 10 °C są porośnięte lasem mglistym.